# Vincent Elbaz
Vincent Elbaz (ur. 3 lutego 1971 w Paryżu) – francuski aktor filmowy i telewizyjny.

## Życiorys
Urodził się w Paryżu. Dorastał w Chilly-Mazarin. Ukończył paryską szkołę dramatyczną Cours Florent i zdobywał praktykę na scenie w sztukach: Prawdziwy Zachód (L'ouest le vrai) Sama Sheparda (1990-92), Zabawna przygoda (La plaisante aventure) Carla Goldoniego (1992) i Kozioł (Le bouc) Fassbindera (1993). 
Debiutował na kinowym ekranie w komediodramacie Młodzi groźni (Le Péril jeune, 1994) u boku Romaina Durisa. Za kreację Mathieu Lacaze w komedii Wędrowcy (Les Randonneurs, 1997) zdobył nominację do nagrody Césara. W 1998 roku w Paryżu otrzymał nagrodę im. Jeana Gabina.
Wystąpił potem w dramacie Cisza po burzy (Un monde presque paisible, 2002), melodramacie komediowym Letni zawrót głowy (Embrassez qui vous voudrez, 2002) z Charlotte Rampling i Jacques’a Dutronc, dramacie kryminalnym Ani za, ani przeciw (Ni pour, ni contre (bien au contraire, 2002) z Diane Kruger, komedii romantycznej Miłość buja w obłokach (Ma vie en l'air, 2005). W adaptacji powieści Aleksandra Dumasa D’Artagnan i trzej muszkieterowie (D’Artagnan et les trois mousquetaires, 2005) zagrał postać D’Artagnana. W komedii kryminalnej Perfumy kobiety w czerni (Le Parfum de la dame en noir, 2005) wcielił się w postać księcia Galitcha.
Ze związku z choreografką Mette Berggreen ma córkę Annę (ur. 21 lipca 2007). W 2013 roku związał się z dziennikarką i-Télé Fanny Conquy, którą poślubił w lipcu 2014. W listopadzie 2015 roku urodził się ich syn Simon.

## Wybrana filmografia
- 1994: Młodzi groźni (Le Péril jeune) jako Alain Chabert
- 1997: Wędrowcy (Les Randonneurs) jako Mathieu Lacaze
- 2002: Cisza po burzy (Un monde presque paisible) jako Léon
- 2002: Letni zawrót głowy (Embrassez qui vous voudrez) jako Maxime
- 2002: Ani za, ani przeciw (Ni pour, ni contre (bien au contraire) jako Jean
- 2005: Miłość buja w obłokach (Ma vie en l'air) jako Yann Kerbec
- 2005: D’Artagnan i trzej muszkieterowie (D’Artagnan et les trois mousquetaires) jako D’Artagnan
- 2005: Perfumy kobiety w czerni (Le Parfum de la dame en noir) jako książę Galitch
- 2007: Naznaczony tańcem (J'aurais voulu être un danseur) jako François Maréchal
- 2012-2015: No Limit (serial TV) jako Vincent Libérati
- 2014: Podróż na sto stóp (Les Recettes du bonheur ) jako Paul